# Harvey & Co

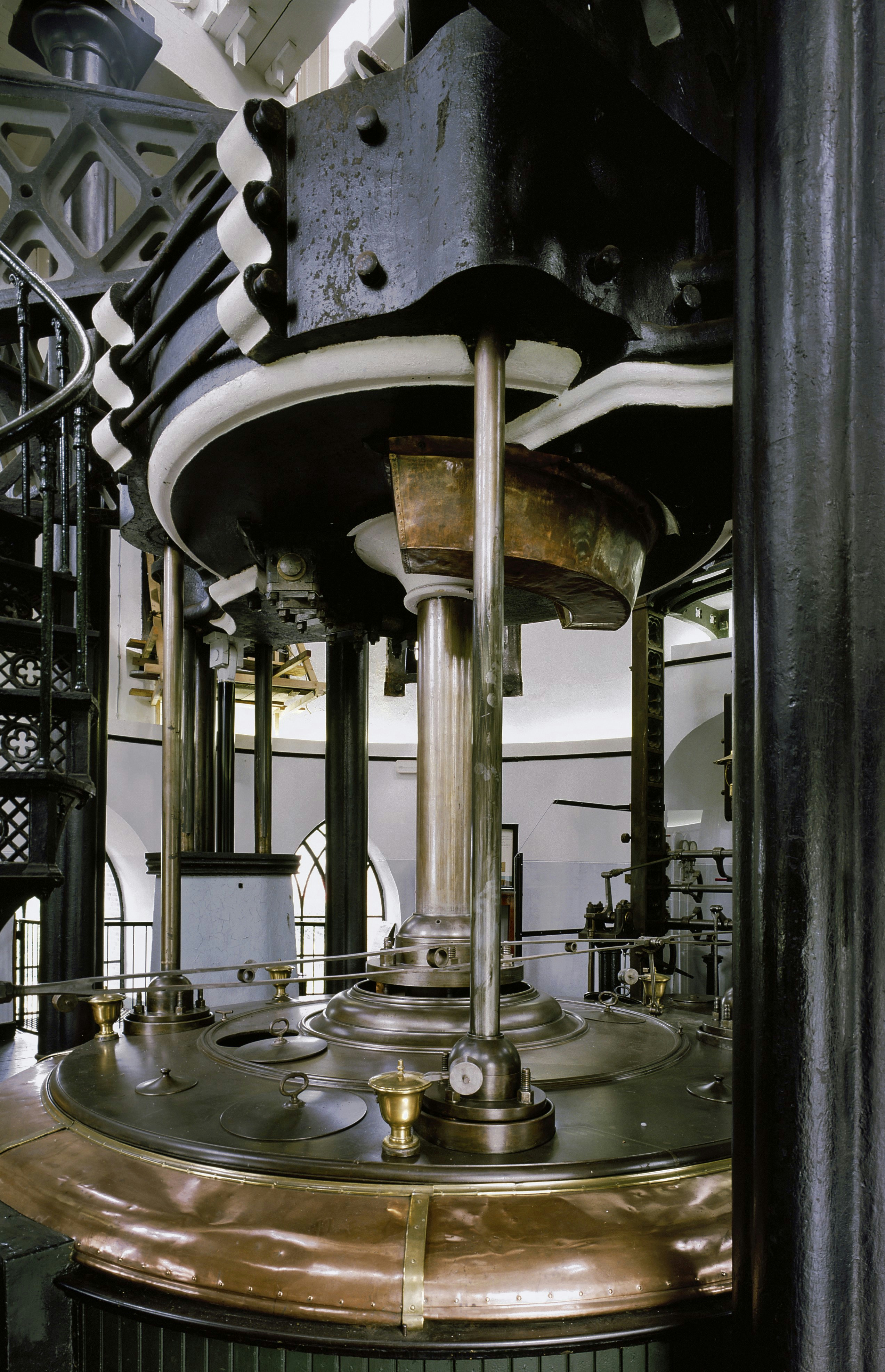
Stoommachine van Gemaal De Cruquius

Harvey & Co was een grote fabrikant van werktuigen, stoommachines en schepen in Hayle, in het westen van Cornwall.
Het bedrijf werd opgericht door John Harvey. Hij begon zijn werkzame leven als smid en ingenieur in Carnhell Green in de directe omgeving van Hayle. In 1779 richtte hij een gieterij en machinefabriek op in Hayle genaamd Harvey & Co. Rond 1800 werkten er 50 arbeiders. In 1797 trouwde een dochter van John Harvey, Jane, met Richard Trevithick. In 1803 overleed de oprichter en nam zijn zoon Henry de leiding over. Het bedrijf bleef groeien mede door een intensieve samenwerking met diverse ingenieurs en ondernemers zoals Richard Trevithick, William West en Arthur Woolf.
Harvey & Co was bekend om zijn stationaire pompmachines, ontworpen om water uit de diepe tin- en kopermijnen van Cornwall te halen. Deze machines werden ook geëxporteerd. Zijn grootste stoommachine, met een cilinder met een diameter van 144 inch (3,7 meter), werd in 1848 geleverd aan Nederland. Deze machines zijn gebruikt om de Haarlemmermeer droog te leggen. Een machine is behouden en staat in het Museum De Cruquius.
Tussen Harvey & Co en de Cornish Copper Company, ook gevestigd in Hayle, was veel rivaliteit. Er ontstonden regelmatig geschillen over de toegang tot de zee, aangezien de Cornish Copper Company de controle had over het dok en de schutsluis bij Copperhouse. In 1818 raakten arbeiders van beide bedrijven slaags om de bouw van een haven door Harvey te blokkeren. In 1819 kwam de haven gereed door Penpol Creek te verdiepen en daar een dok te bouwen.
Tussen 1831 en 1861 exploiteerde de Hayle and Bristol Steam Packet Company veerdiensten tussen Hayle, Ilfracombe en Bristol. Harvey & Co leverde het eerste schip, de SS Cornubia van 68 meter lang en 7,5 meter breed, voor deze rederij.
Harvey's produceerde ook andere producten, van handgereedschap tot zeeschepen. Zijn zoon Henry zette de werkzaamheden voort in nauwe samenwerking met Arthur Woolf, die de hoofdingenieur was. In die tijd was het de belangrijkste mijnbouwmachinegieterij ter wereld, met een internationale markt die werd beleverd via de eigen haven in Foundry Town in Hayle.
Harvey & Co bereikte zijn hoogtepunt in het begin tot het midden van de 19e eeuw. Daarna was er achteruitgang die ook een gevolg was van de vermindering van de mijnactiviteiten in Cornwall. In 1867 werd de Cornish Copper Company overgenomen. De neergang werd hiermee niet tot staan gebracht en de machinefabriek en gieterij werden in 1903 gesloten.
Het bedrijf verdween niet compleet, wat bleef was een handel in bouwmaterialen dat in 1969 fuseerde met UBM samen als Harvey-UBM verder te gaan.

## Trivia
In het museum van Gemaal De Cruquius is de stoommachine van Harvey & Co nog altijd aanwezig. De machine werk nog altijd, maar nu hydraulisch in plaats van stoom. Verder heeft het museum in de collectie drie maquettes van stoommachines die zijn nagebouwd op basis van tekeningen van Harvey & Co. 